# Golspie
Golspie (/ˈɡɒlspi/ GOL-spee (del gaélico escocés: Goillspidh) es una localidad escocesa localizada en Sutherland, al norte de las Tierras Altas en la costa del mar del Norte cerca de la colina de Ben Bhraggie.

## Etimología
El origen etimológico de la localidad procede del nórdico antiguo cuyo significado es "Población en el barranco".
En el lugar se encuentra la reserva natural nacional de Loch Fleet con gran diversidad de fauna aviar y marina. En cuanto a la flora, se encuentra en los bosques de Balblair.

## Cultura
En 1977 y 1995 organizaron el festival musical National Mod.
La localidad dispone de un grupo coral y de colegios de danza. A principios de agosto se celebra un festival musical municipal con desfiles de gaiteros en la producción de conciertos de bandas.

## Transporte

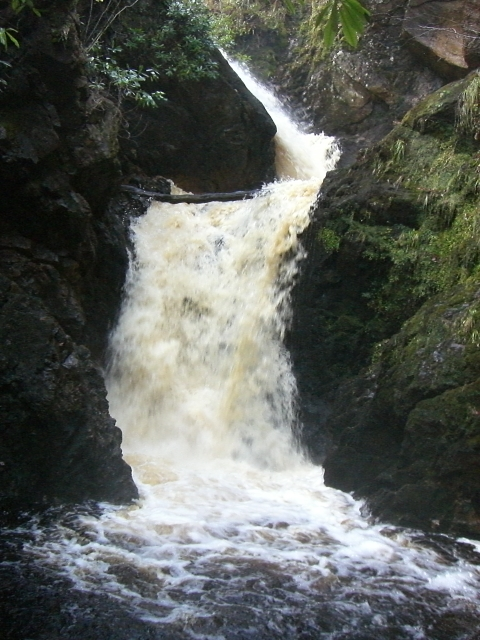
Cascada de Big Burn

Golspie dispone de una estación ferroviaria que opera en la línea del Extremo Norte del sistema de ferrocarriles británicos.
En cuanto a los autobuses están operados por Stagecoach in the Highlands y cubre la ruta X99.